# Acronicta grotei
Acronicta grotei là một loài bướm đêm trong họ Noctuidae.